# Friedenau
Friedenau är en stadsdel i södra Berlin i Tyskland som ingår i stadsdelsområdet Tempelhof-Schöneberg. Stadsdelen är en av Berlins äldre sydvästra närförorter, belägen omedelbart utanför Berlins ringbana, och är Berlins mest tätbefolkade stadsdel.  Friedenau har 27 045 invånare (2013).  

## Geografi

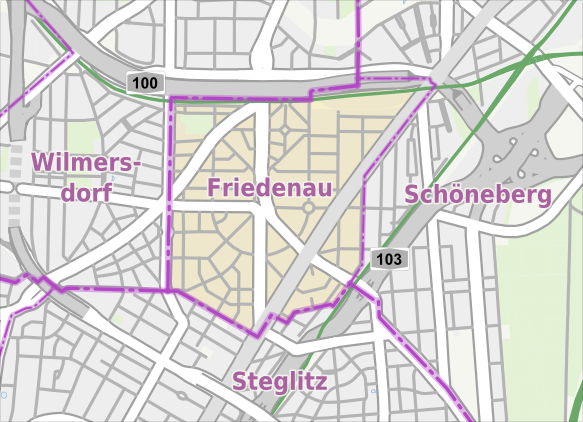
Karta över Friedenau

Friedenau är en liten stadsdel, belägen på Teltowplatån i södra delen av Berlin. Området planerades till större delen och bebyggdes i början av 1900-talet, och präglas idag av en väl sammanhållen bebyggelse från denna tid. Friedenau är även Berlins mest tätbefolkade stadsdel. Stadsdelen gränsar i nordväst till Wilmersdorf, i öster till Schöneberg och i söder till Steglitz.

## Historia
Friedenau grundades 1871 som förort till Berlin.  Orten namngavs efter Frankfurtfreden i det fransk-tyska kriget.  Fram till 1920 var Friedenau en självständig förort sydväst om det gamla Berlin. När Friedenau och många andra områden inkorporerades i Stor-Berlin 1920 blev Friedenau del av Bezirk Schöneberg som i sin tur fusionerades med Tempelhof 2001, för att därefter bilda det nuvarande Bezirk Tempelhof-Schöneberg.